# Live at Jazz Alley
Live at Jazz Alley è un album live di Mongo Santamaría, pubblicato dalla Concord Jazz Picante Records nel 1990. Il disco fu registrato dal vivo nel marzo del 1990 al "Dimitriou's Jazz Alley" di Seattle, stato di Washington (Stati Uniti).

## Tracce
1. Home – 6:00 (Bob Quaranta)
2. Bonita – 4:39 (Mongo Santamaría)
3. Philadelphia – 5:57 (Marty Sheller)
4. Para ti – 5:54 (Mongo Santamaria)
5. Manteca – 6:47 (Gil Fuller, Dizzy Gillespie, Chano Pozo)
6. Ponce – 6:51 (Ray Vega)
7. Come candela – 5:20 (Mongo Santamaria)
8. Ibiano – 4:55 (William Allen)
9. Juan José – 5:22 (Niño Rivera)
10. Afro Blue – 10:31 (Mongo Santamaria)

## Musicisti
- Mongo Santamaría - congas
- Bobby Porcelli - sassofono alto, sassofono baritono, flauto
- Mitch Frohman - sassofono tenore, sassofono soprano, flauto
- Ray Vega - tromba, flugelhorn
- Bob Quaranta - pianoforte, conduttore musicale
- Bernie Minoso - basso
- John Almendra Andreu - batteria, timbales
- Eddie Rodriguez - percussioni
- Eddie Rodriguez - voce (brano : "Afro Blue")
- John Almendra Andreu - accompagnamento vocale (brani : 2, 4, 7, 9 & 10)
- Ray Vega - accompagnamento vocale (brani : 2, 4, 7, 9 & 10)
- Eddie Rodriguez - accompagnamento vocale (brani : 2, 4, 7, 9 & 10)
- Bernie Minoso - accompagnamento vocale (brani : 2, 4, 7, 9 & 10)
- Bob Quaranta - arrangiamenti (brano : 1)
- Marty Sheller - arrangiamenti (brani : 2, 3 & 7)
- Mongo Santamaria - arrangiamenti (brani : 4, 5, 9 & 10)
- Ray Vega - arrangiamenti (brano : 6)
- William Allen - arrangiamenti (brano : 8)